# Círculo Dorado (país propuesto)

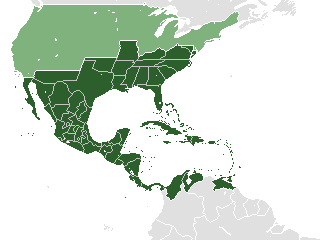
Mapa del "Círculo Dorado" propuesto en verde oscuro. El verde claro designa los restos de los Estados Unidos.

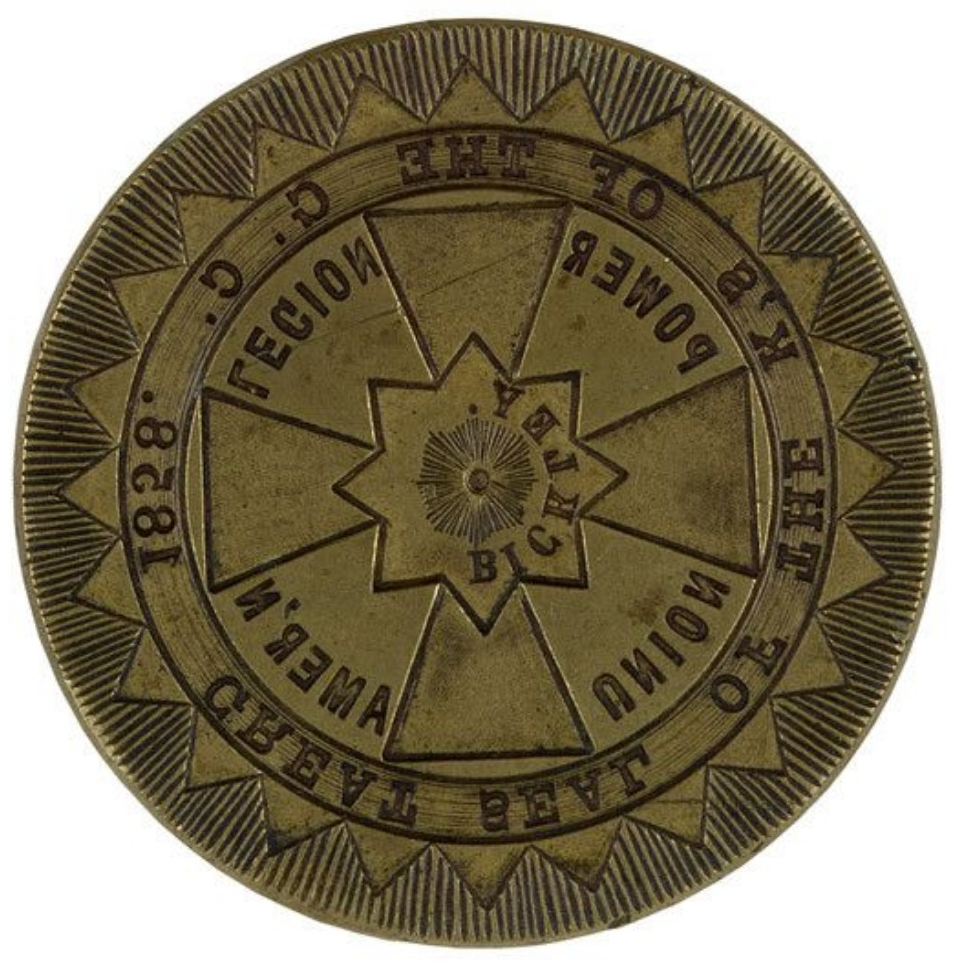
Sello del presidente de los Caballeros del Círculo Dorado, Archivos Nacionales.

Los Caballeros del Círculo Dorado (KGC por sus siglas en inglés) fue una sociedad secreta fundada en 1854 por el estadounidense George W. L. Bickley, cuyo objetivo era crear un nuevo país, conocido como "Golden Circle" (en español: Círculo Dorado), donde la esclavitud sería legal. El país habría estado centrado en La Habana y habría consistido en el sur de los Estados Unidos y un "círculo dorado" de territorios en México (que se dividiría en 25 nuevos estados esclavistas), América Central, partes del norte de América del Sur, y Cuba, Haití, República Dominicana, y la mayoría de las otras islas en el Caribe, sobre 2400 millas (3862,4 km) en diámetro.
Originalmente, la KGC abogó por que los nuevos territorios fueran anexados por Estados Unidos, para aumentar enormemente el número de estados esclavistas y, por lo tanto, el poder de las clases altas sureñas esclavistas. En respuesta al aumento de la agitación contra la esclavitud que siguió a la decisión Dred Scott (1857), los Caballeros cambiaron su posición: el sur de los Estados Unidos debería separarse, formando su propio confederación, y luego invadir y anexar el área del Círculo Dorado para expandir enormemente el poder del Sur. En los Estados Unidos, la frontera norte del nuevo país coincidiría aproximadamente con la Línea Mason-Dixon, y dentro de ella se incluyeron ciudades como Washington D. C., San Luis, Ciudad de México y Ciudad de Panamá.
La propuesta de la KGC surgió de propuestas anteriores fallidas para anexar Cuba (Manifiesto de Ostende), partes de América Central (Guerra de los filibusteros) y todo México (Movimiento de todo México). En Cuba, el asunto se complicó por el deseo de muchos en la colonia de la independencia de España. México y Centroamérica no tenían ningún interés en ser parte de los Estados Unidos.
A medida que crecía el abolicionismo en los Estados Unidos en oposición a la esclavitud, los miembros de la KGC propusieron una confederación separada de estados esclavistas, con estados de EE. UU. al sur de la línea Mason-Dixon para separarse y alinearse con otros estados esclavistas que se formarían a partir del "círculo dorado". En cualquier caso, el objetivo era aumentar el poder de la clase alta esclavista sureña hasta tal punto que nunca pudiera ser desalojada.
Durante la guerra civil estadounidense, algunos simpatizantes del Sur en la Unión o Estados del Norte, como Ohio, Illinois , Indiana, y Iowa, fueron acusados de pertenecer a los Caballeros del Círculo Dorado, y en algunos casos, como el de Lambdin P. Milligan, fueron encarcelados por sus actividades
Aunque nominalmente una sociedad secreta, la existencia de los Caballeros del Círculo Dorado no era, de hecho, un secreto.

## Fondo
El colonialismo europeo y la dependencia de la esclavitud habían disminuido más rápidamente en algunos países que en otros. Las posesiones españolas de Cuba y Puerto Rico y el Imperio de Brasil continuaron dependiendo de la esclavitud, al igual que los Estados Unidos del Sur. En los años previos a la guerra civil estadounidense, el aumento del apoyo a la abolición de la esclavitud fue uno de varios temas divisivos en los Estados Unidos. La población de esclavos allí había seguido creciendo debido al aumento natural incluso después de la prohibición del comercio internacional. Se concentró en el sur profundo, en grandes plantaciones dedicadas a los cultivos básicos de algodón y caña de azúcar, pero era la base de la agricultura y otras labores en los estados del sur.

## Historia temprana
George W. L. Bickley, médico, editor y aventurero que vivía en Cincinnati, fundó la asociación y organizó el primer "castillo" o sucursal local en Cincinnati en 1854.  Los miembros aumentaron lentamente hasta 1859 y alcanzaron su punto máximo en 1860. Los miembros, esparcidos desde Nueva York hasta California y Latinoamérica, nunca fueron muchos. Los registros de la convención de KGC celebrada en 1860 afirman que la organización "se originó en Lexington, Kentucky, el cuatro de julio de 1854, por cinco caballeros que se reunieron en una llamada realizada por el general George Bickley".

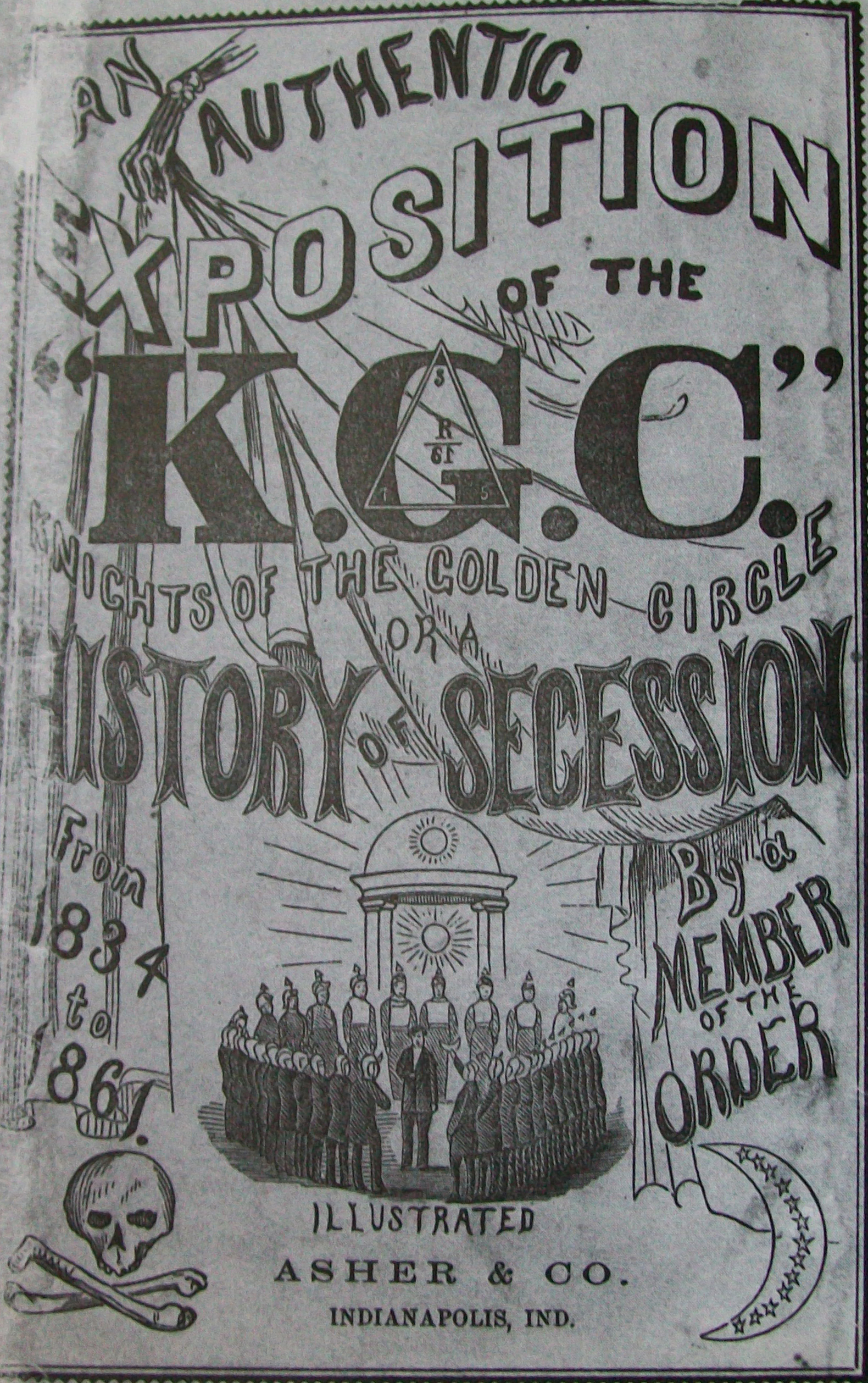
Una supuesta historia secreta de los Caballeros del Círculo Dorado publicada en 1863

Acosado por los acreedores, Bickley abandonó Cincinnati a fines de la década de 1850 y viajó por el este y el sur, promoviendo una expedición armada a México. El objetivo original del grupo era proporcionar una fuerza para colonizar la parte norte de México y las Antillas. Esto extendería los intereses a favor de la esclavitud. En agosto de 1861, The New York Times describió la orden como sucesora de la Orden de la Estrella Solitaria, que había sido organizada con el propósito de conquistar Cuba y Nicaragua, teniendo éxito en esta última causa en 1856 bajo William Walker antes de ser expulsado por una coalición de estados vecinos. En ese momento, se decía que el principal objetivo de la orden era reunir un ejército de 16,000 hombres para conquistar y "surenizar" México, lo que significaba volver a legalizar la esclavitud, que no era legal en México, mientras se apoyaba a los "Caballeros de la Estrella Colombina": aquellos en el nivel más alto de membresía de KGC, para cargos públicos.

## Planes para apoderarse de Lincoln e inaugurar a Breckinridge como presidente
Varios miembros de la administración de Presidente James Buchanan eran miembros de la orden, así como el senador secesionista de Virginia James M. Mason.: 102–104  El Secretario de Guerra, John Floyd y del Tesoro, Howell Cobb, eran miembros del círculo, además del Vicepresidente John Breckenridge. Floyd recibió instrucciones de la Orden de "apoderarse de los astilleros, fuertes, etc., mientras los miembros de la KGC aún fueran funcionarios del gabinete y senadores".  El plan era evitar que Lincoln llegara a Washington capturándolo en Baltimore. Luego ocuparían el Distrito de Columbia e instalarían a Breckinridge como presidente en lugar de Lincoln. Floyd usó su puesto como Secretario de Guerra para trasladar municiones y hombres al sur hacia el final de la presidencia de Buchanan. Su complot fue descubierto y condujo a una mayor desconfianza hacia las sociedades secretas y los Copperheads en general. Esta desconfianza fue el resultado de un complot confirmado para derrocar al gobierno federal, más que el descontento general.
Robert Barnwell Rhett, a quien se ha llamado "el padre de la secesión", dijo unos días después de la elección de Lincoln:

Nos expandiremos, ya que nuestro crecimiento y civilización exigirán México y las islas del mar sobre los lejanos trópicos del sur hasta que establezcamos una gran Confederación de Repúblicas, la más grande, más libre y más útil que el mundo haya visto jamás.

## Guerra Civil

### Sudoeste
En 1859, el futuro] general de brigada Elkanah Greer estableció castillos KGC en el este de Texas y Luisiana. Aunque unionista, el Senador de los Estados Unidos Sam Houston presentó una resolución en el Senado de los Estados Unidos en 1858 para que "Estados Unidos declarara y mantuviera un protectorado eficiente sobre los Estados de México, Nicaragua, Costa Rica, Guatemala, Honduras y San Salvador". Esta medida, que apoyaba el objetivo de la KGC, no se adoptó. En la primavera de 1860, Elkanah Greer se había convertido en general y gran comandante de 4000 Caballeros Militares en la división 21 de la KGC en Texas. El Texas KGC apoyó la política del presidente de los Estados Unidos James Buchanan y el borrador del tratado para proteger las rutas del comercio estadounidense en México, que tampoco logró ser aprobado por el Senado de los Estados Unidos.
Con la elección de Abraham Lincoln como presidente de los Estados Unidos, la KGC de Texas cambió su énfasis de un plan para expandir el territorio de los EE. UU. a México para centrar sus esfuerzos en brindar apoyo a la Secesión de los Estados del Sur de la Unión. El 15 de febrero de 1861, Ben McCulloch, mariscal de los Estados Unidos y ex Texas Ranger, comenzó a marchar hacia el arsenal federal en San Antonio, Texas, con una fuerza de caballería de unos 550 hombres, unos 150 de los cuales eran Caballeros del Círculo Dorado (KGC) de seis castillos. Mientras los voluntarios continuaban uniéndose a McCulloch al día siguiente, David E. Twiggs un general de división, entregó el arsenal pacíficamente a los secesionistas. Twiggs fue nombrado mayor general en el Ejército de los Estados Confederados el 22 de mayo de 1861.
Los miembros de la KGC también ocuparon un lugar destacado entre los que, en 1861, se unieron al teniente coronel John Robert Baylor en su adquisición temporalmente exitosa del sur del Territorio de Nuevo México. En mayo de 1861, miembros de la KGC y los Confederate Rangers atacaron un edificio que albergaba un periódico pro-Unión, el Alamo Express, propiedad de J. P. Newcomb, y lo quemaron. Otros miembros de KGC siguieron al General de brigada Henry Hopkins Sibley en la Campaña de Nuevo México de 1862, que buscaba llevar el Territorio de Nuevo México al redil confederado. Tanto Baylor como Trevanion Teel, el capitán de artillería de Sibley, habían estado entre los miembros del KGC que viajaban con Ben McCulloch.

### Norte
A principios de 1862, Republicanos radicales en el Senado, ayudados por el Secretario de Estado William H. Seward, sugirieron que el expresidente Franklin Pierce, quien era muy crítico con las políticas de guerra de la administración Lincoln, fue un miembro activo de los Caballeros del Círculo Dorado. En una carta enojada a Seward, Pierce negó saber algo sobre el KGC y exigió que su carta se hiciera pública. El senador de California Milton Latham lo hizo posteriormente cuando ingresó toda la correspondencia de Pierce Seward en el Congressional Globe.
Apelando a los amigos de la Confederación tanto en el norte como en los estados fronterizos, la Orden se extendió a Kentucky, así como a las partes del sur de estados de la Unión como Indiana, Ohio, Illinois, y Misuri. Se hizo más fuerte entre los Copperheads, que eran demócratas que querían poner fin a la Guerra Civil a través de un acuerdo con el Sur. Algunos apoyaban la esclavitud y otros estaban preocupados por el poder del gobierno federal. En el verano de 1863, el Congreso de los Estados Unidos autorizó un proyecto militar, que la administración pronto puso en funcionamiento. Los líderes leales del Partido Demócrata que se oponen a la administración de Abraham Lincoln denunciaron el servicio militar obligatorio y otras medidas en tiempos de guerra, como el arresto de personas sediciosas y la suspensión temporal por parte del presidente del recurso de habeas corpus.
Durante la campaña de Gettysburg de 1863, los estafadores en el centro-sur de Pensilvania vendieron a los Pennsylvania Dutch boletos de papel de $ 1 a los granjeros supuestamente de los Caballeros del Círculo Dorado. Junto con una serie de gestos y manuales secretos, se suponía que estos boletos protegían los caballos y otras posesiones de los poseedores de boletos de la incautación por parte de los soldados confederados invasores.  Cuando la división del mayor general confederado Jubal Early pasó por el Condado de York (Pensilvania), tomaron lo que necesitaban de todos modos. A menudo pagaban con dólares o con giros sobre el gobierno confederado. El comandante J.E.B. Stuart también denunció las supuestas entradas de KGC al documentar la campaña.
Ese mismo año, Asbury Harpending y California miembros de los Caballeros del Círculo Dorado en San Francisco equiparon la goleta J. M. Chapman como corsario confederado en la Bahía de San Francisco, con el objetivo de asaltar el comercio en la costa del Pacífico y capturar envíos de oro a la costa este. Su intento fue detectado y fueron capturados en la noche de su partida prevista.
A finales de 1863, la KGC se reorganizó como la "Orden de los Caballeros Americanos". En 1864, se convirtió en la Orden de los Hijos de la Libertad, con el político de Ohio Clement L. Vallandigham, el más prominente de los Copperheads, como su comandante supremo. En la mayoría de las áreas, solo una minoría de sus miembros era lo suficientemente radical como para desalentar los alistamientos, resistir el reclutamiento y proteger a los desertores. El KGC celebró numerosas reuniones de paz. Algunos agitadores, algunos de ellos alentados por el dinero sureño, hablaron de una revuelta en el Territorio del Noroeste, con el objetivo de poner fin a la guerra.

## Teoría de la conspiración de supervivencia
El Los Angeles Times señaló que una teoría, entre muchas, sobre el origen del Tesoro de Saddle Ridge de monedas de oro es que fue ocultado por el KGC, que "algunos creen que enterró millones en oro mal habido en una docena de estados para financiar una segunda Guerra Civil".

## Presuntos miembros
- Os Confederados
- Buckner Stith Morris[23]
- George W. L. Bickley
- Jefferson Davis
- John Surratt[1]: 104
- Nathan Bedford Forrest
- Lambdin P. Milligan
- John Wilkes Booth[24]
- Jesse James[25]
- Samuel Mudd
- Thomas Lubbock

## En la cultura popular
- La historia alternativa novela Bring the Jubilee (1958) de Ward Moore y la película de temática similar C.S.A.: The Confederate States of America explora los resultados de una victoria sureña en la Guerra Civil. Ambos trabajos postulan el Círculo Dorado como un plan promulgado después de la guerra.[26] Ambos también hacen que la Confederación se haga cargo de toda América del Sur en lugar de la parte norte del continente. Sin embargo, en el primero, la Confederación anexa tanto Hawái como Alaska, y en el último la Confederación también anexa todos los Estados Unidos continentales.
- En la Serie Victoria del Sur de Harry Turtledove, la expansión territorial de la Confederación en América Latina durante la posguerra asciende únicamente a la compra de Cuba a España y la compra de Sonora y Chihuahua del Imperio Mexicano con el fin de construir un ferrocarril transcontinental y establecer una presencia Confederada naval en el Pacífico Después de la derrota de la Confederación en la Segunda Gran Guerra, Cuba, Sonora y Chihuahua junto con el resto de la CSA se anexan a los Estados Unidos.
- La noche de los tiranos de hierro (1990–1991), escrita por el novelista Mark Ellis y dibujada por Darryl Banks, es una obra de cuatro partes cómic miniserie basada en la serie de televisión The Wild Wild West. Presenta a los Caballeros del Círculo Dorado en un complot de asesinato contra el presidente Ulysses S. Grant y Dom Pedro II de Brasil durante la Exposición del Centenario de Filadelfia de 1876.
- Los KGC son los villanos de la novela gráfica Batman: Detective No. 27 (2003) de Michael Uslan y Peter Snejbjerg.
- El KGC se retrata como conspiradores en el Asesinato de Lincoln en la película de Disney Tesoro Nacional: Libro de los Secretos (2007).
- En la novela de William Martin The Lincoln Letter (2012), la KGC es un grupo de conspiradores en Washington D. C., durante la Guerra Civil.
- El KGC y su participación potencial en el asesinato del presidente Lincoln se discuten en un episodio de la serie History Channel America Unearthed.[27]
- Los KGC son los antagonistas en una historia que aparece en el cómic web Atomic Robo.[28]
- Se hace referencia a la KGC durante una discusión sobre un posible complot de asesinato en la PBS serie de televisión Mercy Street.
- Los KGC son el tema de una novela de ficción histórica de Steve Berry que se titula The Lost Order, publicada el 4 de abril de 2017.[29]